# Struthanthus martianus
Struthanthus martianus är en tvåhjärtbladig växtart som beskrevs av Dettke & Waechter. Struthanthus martianus ingår i släktet Struthanthus och familjen Loranthaceae. Inga underarter finns listade i Catalogue of Life.